# 戸田氏養
戸田 氏養（とだ うじきよ）は、美濃大垣新田藩（三河畑村藩）の第4代藩主。
大垣藩戸田家分家4代。宝暦8年（1758年）、第3代藩主・戸田氏之の長男として生まれる。明和8年（1771年）、父の死去で家督を継ぐ。安永4年（1775年）12月11日、従五位下、淡路守に叙位・任官される。
天明5年（1785年）4月29日に死去した。享年28。跡を長男の氏興が継いだ。

## 系譜
父母
- 戸田氏之

子女
- 戸田氏興（長男）
- 戸田氏庸正室